# We Came as Romans
We Came as Romans (в переводе с англ. — «Мы пришли как Римляне») — металкор-группа из города Трой, штат Мичиган, образовавшаяся в 2005 году. В апреле 2008 года выпустили дебютный мини-альбом под названием Demonstrations. В конце того же года выпустили ещё один мини-альбом под названием Dreams уже с новым вокалистом Кайлом Павоном. В общем итоге, с момента основания группа выпустила 6 полноформатных альбомов.
25 августа 2018 группа сообщила, что Кайл Павон умер в возрасте 28 лет. 31 августа стало известно, что причиной стала случайная передозировка героином. Группа решила не искать замену Кайлу и продолжить оставшимся составом со вторым вокалистом Дэйвом Стефенсом, взявшим на себя весь вокал.

## Дискография

### Мини-альбомы
- 2008: Demonstrations
- 2008: Dreams

### Студийные альбомы
- 2009: To Plant a Seed
- 2011: Understanding What We’ve Grown to Be
- 2013: Tracing Back Roots
- 2015: We Came As Romans
- 2017: Cold Like War[1]
- 2022: Darkbloom (релиз 14 октября)

## Участники

### Текущий состав
- Джошуа Мур — соло-гитара, бэк-вокал (2005-настоящее время)
- Дэйв Стефенс — экстрим-вокал (2006-настоящее время), чистый вокал (2006-2008, 2013-настоящее время), ритм-гитара, бэк-вокал (2005-2006), клавишные (2005-2008)
- Брайан «Lou» Коттон — ритм-гитара (2006-настоящее время)
- Эндрю Гласс — бас-гитара, бэк-вокал (2006-настоящее время)
- Дэвид Пакетт — ударные (2017-настоящее время)

### Бывшие участники
- Крис Мур — экстрим-вокал, клавишные (2007-2008)
- Марк Майатт — ведущий вокал (2005-2006)
- Ларри Кларк — экстрим-вокал (2006-2007)
- Джонни Нэйборс — бас-гитара, бэк-вокал (2005-2006)
- Шон И. Дэйли — бас-гитара, бэк-вокал (2006)
- Шон Н. Зельда — ударные, бэк-вокал (2005-2006)
- Эрик Чой — ударные (2006-2016)
- Кайл Павон — чистый вокал, клавишные, семплер (2008-2018; умер в 2018)

Временная шкала